# Wretched and Divine: The Story of the Wild Ones
Wretched and Divine: The Story of the Wild Ones è il terzo album in studio del gruppo musicale statunitense Black Veil Brides, pubblicato l'8 gennaio 2013 dalla Lava Records e dalla Universal Republic Records. Di quest'album è stato anche prodotto un film, intitolato Legion of the Black, pubblicato un mese prima della sua uscita.

## Tracce
Act 1: Hope
1. Exordium – 0:25
2. I Am Bulletproof – 3:34
3. New Year's Day – 3:25
4. F.E.A.R. Transmission 1: Stay Close – 0:35
5. Wretched and Divine – 3:37
6. We Don't Belong – 3:36
7. F.E.A.R. Transmission 2: Trust – 0:20
8. Devil's Choir – 2:57
9. Resurrect The Sun – 4:34

Act 2: Faith
1. Overture – 1:38
2. Shadows Die – 5:25
3. Abeyance – 0:14
4. Days Are Numbered – 3:40
5. Done For You – 2:33
6. Nobody's Hero – 3:35
7. Lost It All – 5:20
8. F.E.A.R. Transmission 3: As War Fades – 0:58
9. In the End – 3:48
10. F.E.A.R. Final Transmission – 0:54

Tracce bonus nella Ultimate Edition
1. Revelation – 3:35
2. Victory Call – 3:34
3. Let You Down – 3:31